# پسری از اکلاهما
«پسری از اکلاهما» (انگلیسی: The Boy from Oklahoma) فیلمی در ژانر وسترن به کارگردانی مایکل کورتیز است که در سال ۱۹۵۴ منتشر شد.

## بازیگران
- ویل راجرز جونیور
- نانسی اولسون
- لان چینی جونیور
- آنتونی کاروسو
- والاس فورد
- اسلیم پیکنز
- جیمز گریفیث
- هری لاوتر
- باد آزبورن